# سوسن‌های گل‌تخته‌ای
سوسن‌های گل‌تخته‌ای (نام علمی: Nomocharis) نام یک سرده از زیرخانواده سوسن‌واران است.